# Dino Chini

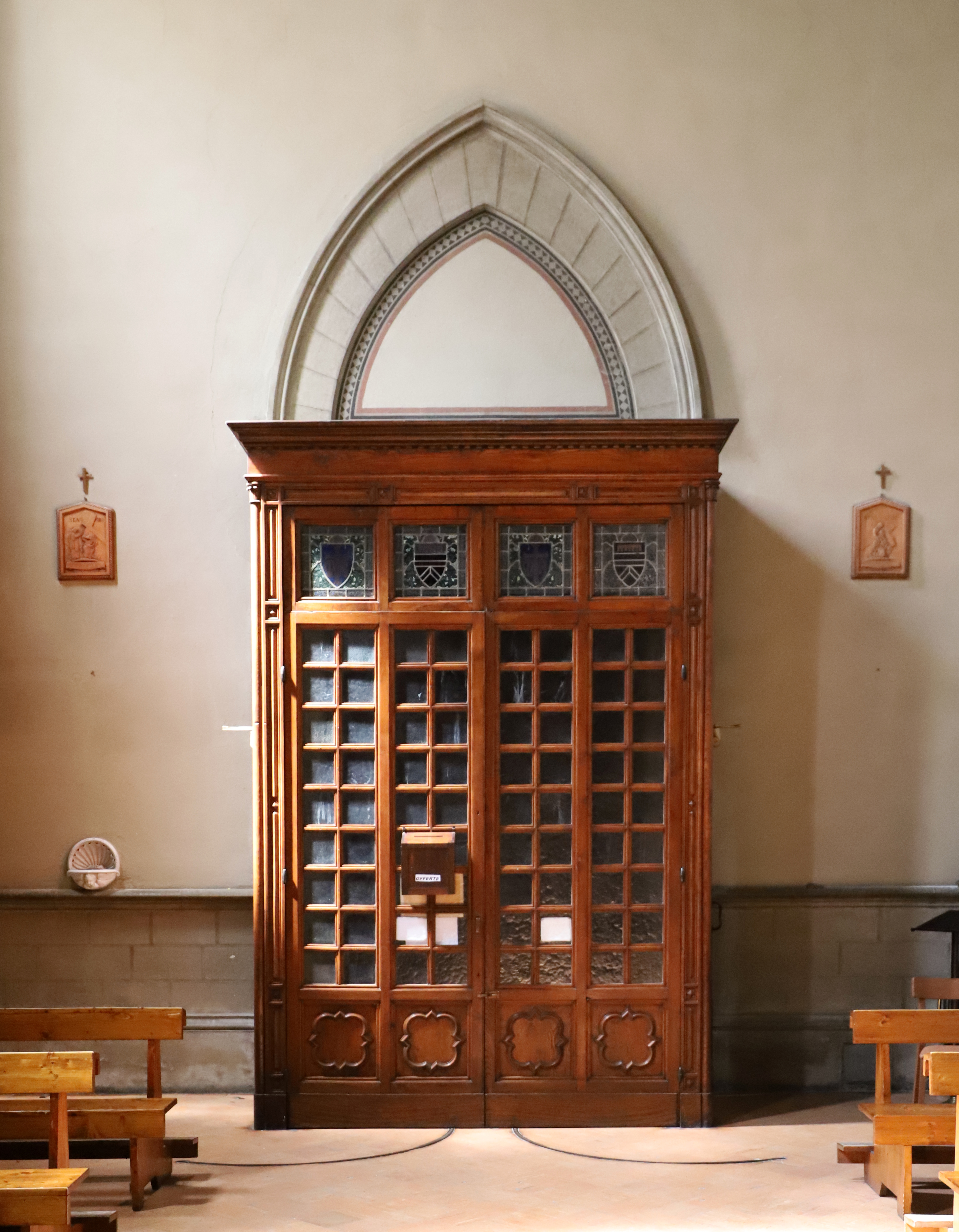
La bussola dell'oratorio della Misericordia a Borgo San Lorenzo, 1915

Dino Chini (Borgo San Lorenzo, 1884 – Borgo San Lorenzo, 1960) è stato un pittore e decoratore italiano.

## Biografia

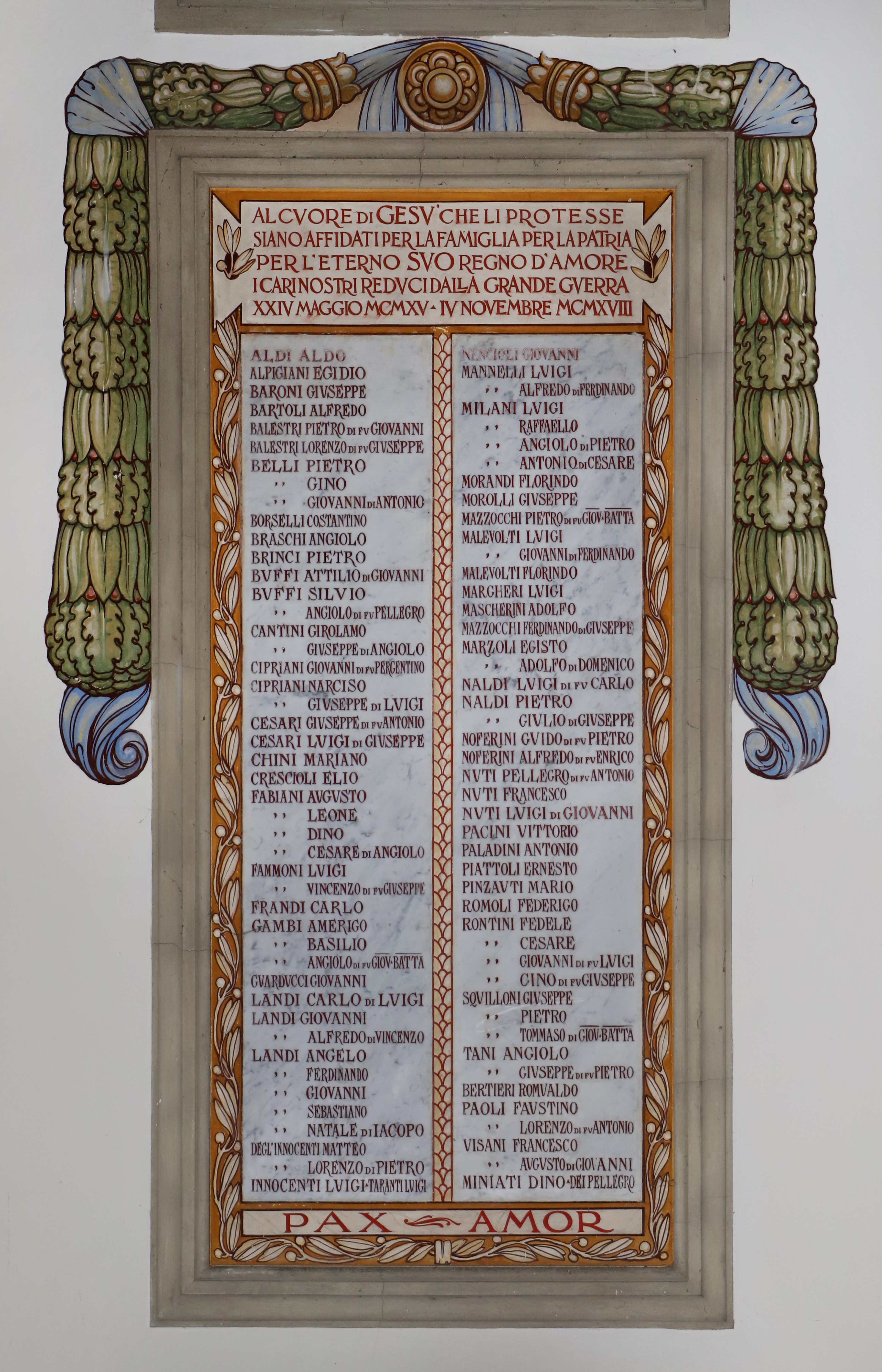
Lapide dedicata ai caduti della Grande Guerra nella chiesa di San Giovanni Maggiore a Panicaglia

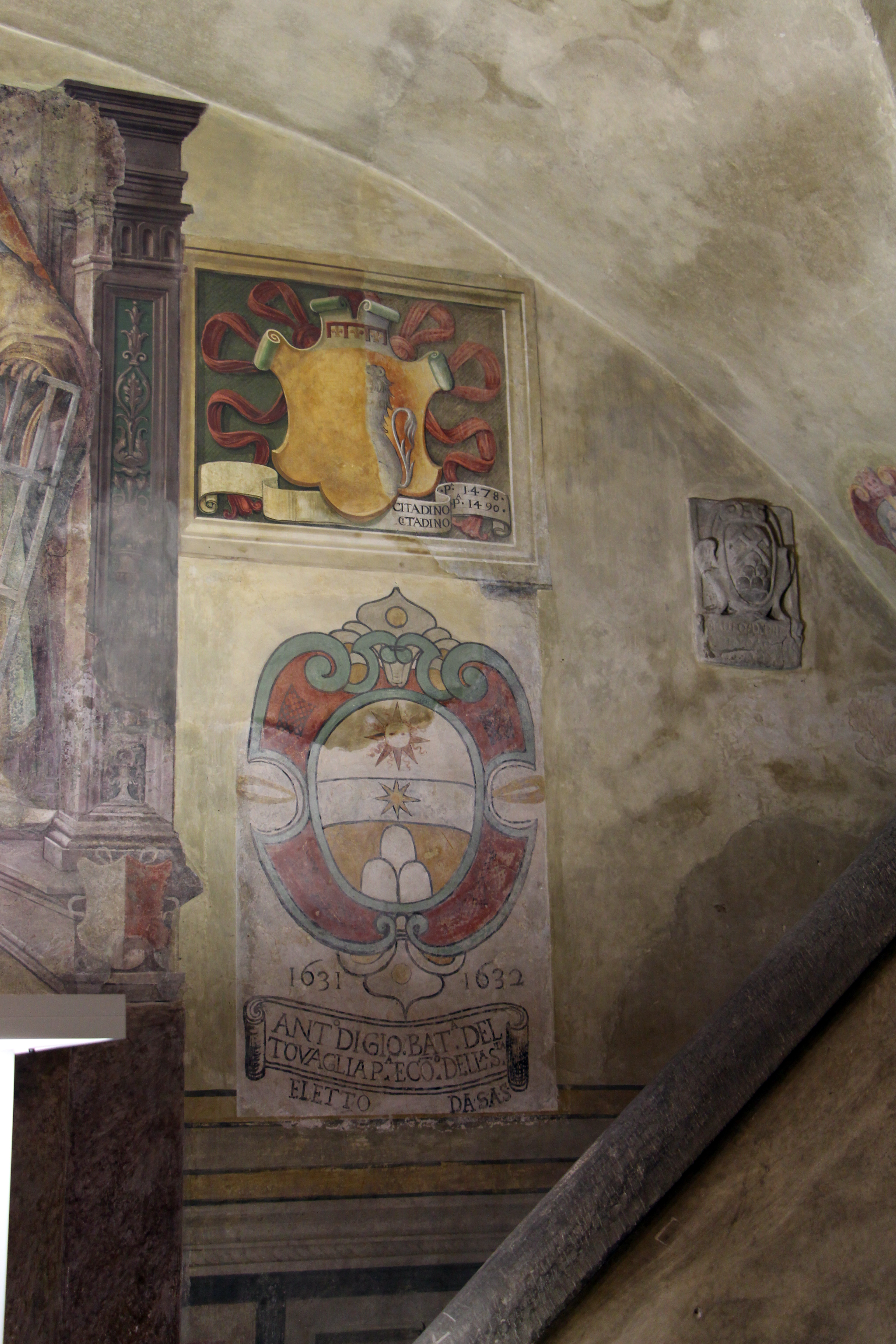
Decorazioni araldiche, Palazzo del Podesta a Borgo San Lorenzo

Nasce da Pio Chini. Dino fu decoratore e suonatore d'organo iniziando già da piccolo a lavorare col padre. Ha una ricca attività pittorica che spazia dalle decorazioni alla realizzazione di scene teatrali, dalla progettazione di arredi e anche di architetture.
Collabora anche con lo zio Leto Chini e anche se più raramente a fianco sia di Galileo Chini che di Pietro Chini (1876-1952).
Nel 1908 eseguirà il riquadro per un affresco trecentesco nella chiesa di San Donato al Cistio (Vicchio) per la quale nel 1921 progetterà anche il campanile.  
Lavorerà anche nella chiesa di San Giovanni Maggiore a Panicaglia, realizzando una lapide ricordo dedicata ai caduti della Grande Guerra,  oltre alla decorazione a finti cassettoni intorno al "Battesimo di Cristo" dipinto dal nonno Pietro Alessio Chini nell’Oratorio della Misericordia e in Sant'Omobono, sempre nel comune di Borgo San Lorenzo.
Nel 1929 disegnerà le vetrate e l’altare maggiore della chiesa di Santa Maria a Vespignano (Vicchio) e nel 1937 esegue le decorazioni araldiche per il Palazzo Podestà (Borgo San Lorenzo).
Eseguirà anche altri importanti lavori nel comune di Palazzuolo sul Senio decorando l’abside e le cappelle della Chiesa di santo Stefano con motivi floreali e anche nel Santuario a Quadalto. 
Si  avvalse spesso anche della collaborazione  del figlio  Lino Chini (1918-1986) anch’egli decoratore.